# Samuel Lister, 1. Baron Masham

Samuel Lister

Samuel Cunliffe Lister, 1. Baron Masham, (* 1. Januar 1815 in Calverley Hall nahe Bradford; † 2. Februar 1906 bei Masham in Yorkshire) war ein britischer Erfinder und Industrieller.

## Leben
Listers Vater, Ellis Cunliffe (1774–1853), war der erste Parlamentsabgeordnete, der nach dem Reform Act 1832 in Bradford gewählt wurde.
Samuel Lister spielte eine Schlüsselrolle in der Entwicklung der wollverarbeitenden Industrie in Bradford während der industriellen Revolution. Die Textilindustrie verwandelte Bradford von einem kleinen, ländlichen Dorf in eine reiche und berühmte Stadt. Neben dem Besitz einer Spinnerei beschäftigte er sich auch mit anderen Dingen, wie der Entwicklung einer Luftbremse für Eisenbahnen. Er war ein leidenschaftlicher Jäger und Förderer der Kunst.
1838 begannen er und sein älterer Bruder John mit einer Kammgarnspinnerei in Manningham, die ihr Vater ihnen gebaut hatte. Listers Mühle und ihre Besitzer waren weithin bekannt. Die Listers wurden durch sie zu Multimillionären und zum Arbeitgeber tausender Menschen. Die Mühle prägte die Identität der ganzen Region, Lister wurde zum Sinnbild der viktorianischen Wirtschaftstreibenden.
Lister erfand den Lister Walzenkamm, der Rohwolle trennt und begradigt, was vor dem Spinnen erfolgen muss. Im 19. Jahrhundert war dies ein schmutziger, heißer und ermüdender Vorgang – Listers Erfindung war eine grundlegende Erleichterung.
Um 1855 begann er, nach einem Weg zur Wiederverwendung des Faserabfalls bei der Seidenherstellung zu suchen. Nach vielen Jahren gelang es ihm schließlich, einen Seidenkamm zu entwickeln, der es ermöglichte, gute Seidenqualität bei niedrigen Kosten herzustellen. Eine weitere wichtige Erfindung Listers in Zusammenhang mit der Seidenherstellung war sein Samtwebstuhl, der ihn sehr reich machte. Strafzölle, die durch die Vereinigten Staaten eingeführt wurden, schmälerten seine Einkünfte beträchtlich, was ihn zu einem der ersten Kritiker der britischen Freihandelspolitik werden ließ.
1891 wurde er in den erblichen Adelsstand erhoben, er wählte seinen Titel nach dem Dorf Masham in Yorkshire, in dessen Nähe er sich 1888 das Anwesen Swinton Park gekauft hatte. Er starb dort 1906.
Eine Statue Listers, geschaffen von Matthew Noble aus weißem sizilianischem Marmor, steht in Bradfords nach ihm benannten Park. Sie wurde 1875 vom damaligen Bradforder Parlamentsabgeordneten W. E. Forster enthüllt.